# Scott Adsit
Robert Scott Adsit (Northbrook (Illinois), 26 november 1965) is een Amerikaans acteur. Hij speelde in diverse films en series, waaronder 30 Rock, Big Hero 6 en The Walking Dead: World Beyond.

## Filmografie

### Film
- 1998: Temporary Girl, als Seth the Agent
- 2001: Town and Country, als taxichauffeur
- 2001: Lovely and Amazing, als man
- 2002: Run Ronnie Run, als onderhandelaar van de politie
- 2003: Melvin Goes to Dinner, als man
- 2003: The Italian Job, als acteur
- 2003: Grand Theft Parsons, als muziekexpert
- 2004: The Terminal, als taxichauffeur
- 2004: L.A. Twister, als technicus
- 2004: Without a Paddle, als vettige man
- 2004: Admissions, Harvard interviewer
- 2005: Be Cool, als programmadirecteur
- 2005: Kicking and Screaming, als Stew
- 2005: Bad News Bears, als Umpire
- 2006: I Want Someone to Eat Cheese With, als Big Galoot
- 2006: Accepted, als vader
- 2006: For Your Consideration, als assistent directeur
- 2007: Dante's Inferno, als verschillende stemmen
- 2007: Mr. Woodcock, als verkoper
- 2008: Turnover, als Dr. Ruderman
- 2009: The Informant!, als Sid Hulse
- 2010: Last Night, als Stuart
- 2011: Arthur, als Gummy Bear man
- 2013: We're the Millers, als dokter
- 2013: A Case of You, als aankondiger
- 2014: Appropriate Behaviour, als Ken
- 2014: St. Vincent, als David Bronstein
- 2014: Big Hero 6, als Baymax (stemrol)
- 2015: Uncle Nick, als Kevin
- 2023: Once Upon a Studio, als Baymax (stemrol)
- 2024: Megamind vs. the Doom Syndicate, als Pierre Pressure (stemrol)

### Televisie
- 1996: Early Edition, als taxichauffeur
- 1997-1998: Early Edition, als Grabowski
- 1998: Mr. Show with Bob and David, als verschillende rollen
- 1999: Tenacious D, als schrijver
- 1999: Two Guys, a Girl and a Pizza Place, als Kevin
- 2000: Felicity, als professor Howard Morrison
- 2002: Friends, als directeur
- 2002: Malcolm in the Middle, als advocaat
- 2002: Curb Your Enthusiasm, als Joel Reynolds
- 2002: TV Funhouse, als professor
- 2002: Dharma & Greg, als Howard
- 2002: MADtv, als toneelknecht
- 2002: Ally McBeal, als Dr. Ted Slipp
- 2002: Still Standing, als Mike
- 2003: Kingpin, als verslaafde
- 2003: Alias, als Pierre Lagravenese
- 2003: CSI: Miami, als Izzy
- 2003: The Man Show, als dokter
- 2004, 2006: Monk, als medisch-examinator
- 2004: Charmed, als vervloekte Wood Nymph
- 2004: The Drew Carey Show, als Mitch
- 2004: Huff, als Doug Columbo
- 2005: Malcolm in the Middle, als Joe
- 2005: Stacked, als Ray
- 2005-2006: Robot Chicken, als verschillende stemmen
- 2005-2008: Moral Orel, als verschillende stemmen
- 2006: The Office, als fotograaf
- 2006: The Colbert Report, als admiraal Allendorfer
- 2006-2013: 30 Rock, als Pete Hornberger
- 2007: Let's Fish, als Don
- 2008: Aqua Teen Hunger Force, als Hoppy Bunny en Drewbacca (stemrollen)
- 2008: Law & Order: Special Victims Unit, als Dwight Lomax
- 2010: Big Lake, als John the Baptist
- 2010: Mary Shelley's Frankenhole, als verschillende stemmen
- 2013: John Hodgman: Ragnarok, als zichzelf
- 2015: Harvey Beaks, als Irving Beaks (stemrol)
- 2015: Neon Joe, Werewolf Hunter, als Sunny Cocoa
- 2015: W/ Bob & David, als verschillende rollen
- 2015-2019: Veep, als Greg Hart
- 2016: Person of Interest, als Max Greene
- 2017: Unbreakable Kimmy Schmidt, als Dale Bortz
- 2017-2021: Big Hero 6: The Series, als Baymax (stemrol)
- 2017: Gap Year, als Todd
- 2017: Girlboss, als Chuck
- 2020: The Walking Dead: World Beyond, als Tony Delmado
- 2021-2023: Teenage Euthanasia, als verschillende personages (stemrol)
- 2022: Baymax!, als Baymax (stemrol)
- 2023: Awkwafina Is Nora from Queens, als Constantine
- 2023: The Mindful Adventures of Unicorn Island, als verschillende personages (stemrol)
- 2023: Shape Island, als Triangle (stemrol)
- 2023: Carol & the End of the World, als Greg (stemrol)
- 2024: Megamind Rules!, als Pierre Pressure (stemrol)
- 2024: Elsbeth, als Chaz Milano

### Computerspellen
- 2014: Disney Infinity 2.0, als Baymax (stemrol)
- 2015: Disney Infinity 3.0, als Baymax (stemrol)
- 2019: Kingdom Hearts III, als Baymax (stemrol)